# Grębiszew
Grębiszew – wieś sołecka w Polsce położona w województwie mazowieckim, w powiecie mińskim, w gminie Mińsk Mazowiecki. Leży w  południowo-zachodniej części gminy.
W latach 1975–1998 miejscowość administracyjnie należała do województwa siedleckiego.
Nazwa miejscowości zawiera słowo gręb, które występując w wielu wariantach (gręba, grępa, grepa, grzępa) w XVI wieku oznaczało wzniesienie. Wieś istnieje przynajmniej od 1556 r., kiedy to zostaje wymieniona wśród innych miejscowości wchodzących w skład nowo powstałej parafii św. Wawrzyńca w Gliniance. Dokument z 1564 roku wymienia Andrzeja Dobrzynieckiego jako właściciela wsi, przedstawiona jest również na mapie z XVI w. pod nazwą Grębiszewo. Administracyjnie Grębiszew należał pierwotnie do gminy Glinianka, od 1954r. Do Gromadzkiej Rady narodowej w Grzebowilku, następnie w Rudzienku k. Kołbieli, a od 1973 r. do gminy Mińsk Mazowiecki.
Od 1992 roku wierni kościoła rzymskokatolickiego należą do parafii pw. Zwiastowania Pańskiego w Zamieniu, w dekanacie mińskim-św. Antoniego
Wieś leży przy drodze Mińsk Mazowiecki-Kołbiel, 10 km od Mińska Mazowieckiego oraz 37 km od centrum Warszawy. Na terenie miejscowości mieści się hotel Tirest z restauracją i parkingiem oraz centrum rehabilitacji i dom opieki. 
Wierni Kościoła rzymskokatolickiego należą do parafii Zwiastowania Pańskiego w Zamieniu. W centrum wsi znajduje się kapliczka przydrożna z lat 40. XX w. wpisana do Gminnej Ewidencji Zabytków.